# ベーラ4世 (ハンガリー王)
ベーラ4世（ハンガリー語: IV Béla、1206年11月29日 - 1270年5月3日）は、ハンガリー王国アールパード朝の国王（在位：1235年 - 1270年）。祖父ベーラ3世に倣った王権の強化と、1241年のモンゴル軍の侵入によって荒廃したハンガリーの復興事業により、ハンガリー王の中でも有名な人物の一人である。

## 生涯

### 幼年期
1206年11月29日に、ハンガリー王アンドラーシュ2世とゲルトルードの長子として生まれる。ローマ教皇インノケンティウス3世の希望により、ベーラ4世の誕生前にハンガリー王国の聖職者たちは彼をハンガリー王位の後継者として承認する宣言を行った。
1213年9月28日に母ゲルトルードが敵対的な貴族によって殺害された時、おそらくベーラもその場に居合わせていた。アンドラーシュ2世はゲルトルードを殺害した一団の首謀者のみを罰して他の貴族を許し、ベーラは父に対する反感を抱いた。
1214年初頭にブルガリア皇帝ボリルの娘と結婚し、結婚から間も無くハンガリーの若王として戴冠される。1217年8月、アンドラーシュが第5回十字軍に参加するため中東に発った時、ベーラは母方のおじであるカロチャ大司教ベルトルトに連れられてシュタイアーに滞在し、翌年中東から戻ったアンドラーシュに続いてハンガリーに帰国した。

### 若王時代
1220年にベーラはアンドラーシュからスラヴォニアの統治を委ねられた。同年にニカイア帝国皇帝テオドロス1世の娘マリア・ラスカリナと結婚するが、1222年に2人の縁談を取りまとめたアンドラーシュからマリアと離婚するように説得される。しかしながら教皇ホノリウス3世は2人の離婚を無効とし、マリアを連れ戻したベーラは父の怒りを避けるためにオーストリアに移動した。結局アンドラーシュは折れてベーラを許し、ベーラはスラヴォニア以外にダルマチア、クロアチアの統治も委任された。
1226年にベーラはトランシルヴァニアの統治を任され、ドミニコ会修道士によるドニエストル川流域の西に居住するクマン人への布教を支援した。布教の結果、クマン人の部族長の中に洗礼を受けてベーラの支配を受け入れた者も現れる。
1234年にアンドラーシュが30歳年下のベアトリーチェを妻に迎えると、ベーラとアンドラーシュの関係はより悪化する。1235年9月21日にアンドラーシュが没した後ベーラはハンガリー王位を継ぎ、10月14日にセーケシュフェヘールヴァールでエステルゴム大司教ロベルトから戴冠を受けた。即位直後に若い継母と父の側近を告発し、彼らの逮捕を命じた。

### 治世の初期
ハンガリー王に即位した直後のベーラは、王権の回復と維持を試みた。貴族に土地と特権を付与したアンドラーシュの政策とは逆に、ハンガリーで施行されていた城単位の県制度と王領の復帰を試みた。教皇の認可を得て、アンドラーシュが治世の初期に貴族に付与した王領の回収を行い、それまでは一般的ではなかった文書の使用を義務付けた。また、王室顧問会議場から貴族たちの椅子を運び出して焼却し、出席者に国王への敬意を強く求める。この領地の回収を初めとする強硬な政策に、貴族たちは不満を抱く。さらに都市の地位を高めるため、1237年にセーケシュフェヘールヴァールに関税免許、判事の選出権などの特権を付与した。次いでペシュト、エステルゴム、ナジソンバト、シェルメツバーニャ、ニトラなどの領内の主要な都市にも、新たに特権を付与した。
時代を遡り、1235年にドミニコ会の修道士ユリアヌスは、東方に住むハンガリー語を話す民族を探す旅に出ていた。1239年にユリアヌスは帰国し、バシキリア（ヴォルガ河]）で出会ったマジャール人から伝え聞いた東方のモンゴル帝国がヨーロッパ遠征を計画している情報をもたらした。そして、ガリツィアに駐屯するモンゴル軍の総司令官バトゥから、降伏を促す書簡が送られる。同年にベーラは族長クタン（ケテニュ）が率いる40,000戸のクマン人を受け入れ、彼らに居住地を与えて大貴族とモンゴルの侵入に対抗する戦力に加えようと試みた。しかし、遊牧民であるクマン人の生活様式は定住生活を営むハンガリー人と相容れず、両者の対立は深刻化する。1240年にクタンを初めとするクマン人の首領とハンガリーの貴族・僧侶を会議に召集し、クマン人の居住区の割り当てと首領たちの洗礼が決定されたが、なおもハンガリー国民が抱くクマン人と彼らを受け入れたベーラに対する憎悪は収まらなかった。
モンゴルの侵入に備え、1239年末にカルパティア山脈峡谷部に木の城砦を築き、翌1240年にルーシからモンゴルの脅威を伝える報告が伝えられるとブダで僧侶・貴族を招集しての会議の開催を決定する。1241年のブダの会議ではクタンとクマン人の逮捕、防衛策について協議されたが、会議中に3月12日にバトゥ指揮下のモンゴル軍が国境を突破した報告が届けられる。

### モンゴル軍の侵入

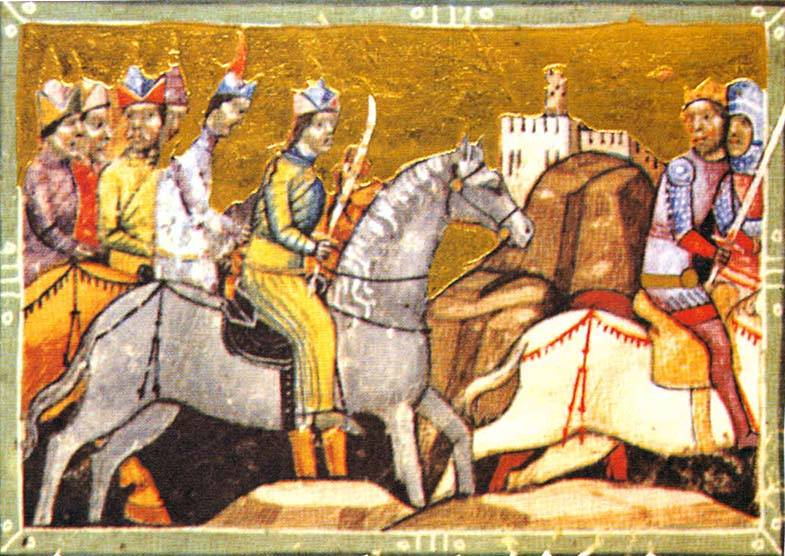
モヒの戦いで逃亡するベーラ4世（右から2人目の王冠をかぶった人物）

モンゴル侵入の報告が伝えられると、ベーラは貴族とクマン人に号令をかけ、軍隊の招集を試みた。モンゴル軍の通過した地域は略奪と虐殺に晒され、ペシュトの城壁の外ではモンゴル騎兵がハンガリー軍を誘い出すために連日挑発を行っていた。ペシュトの市民はクマン人がモンゴルの侵入を招いたとみなし、クタンと部下たちを殺害した。クタン殺害の報告が地方に伝わると、農民たちはベーラの元に向かおうとするクマン人たちを殺害する。合流したクマン人たちは報復として平原部と国境地帯で収奪を行い、略奪品を携えてブルガリアに移動した。
ベーラが実施した王権の回復に不満を持つ大貴族は協力を拒み、ハンガリー軍は減少した兵力でモンゴルと戦わなければならなかった。1241年4月11日のモヒ（ムヒ）平原の戦いでハンガリー軍は大敗、エステルゴムとカロチャの大司教を始めとする聖職者と貴族が戦死し、ベーラの弟カールマーンも戦闘の負傷によって落命した。ベーラはプレスブルク（現在のブラチスラヴァ）に逃れて、同地を訪れていたオーストリア公フリードリヒ2世の保護を受ける。しかし、フリードリヒは以前ベーラに支払った賠償金の返済を求め、ベーラは多くの財貨を引き渡し、オーストリアに隣接する3つの州の割譲を余儀なくされた。
オーストリアからザグレブに移動し、神聖ローマ皇帝フリードリヒ2世と教皇グレゴリウス9世のもとに援助を求める使節を送った。フリードリヒ2世に対してはハンガリーに軍隊を送る見返りとして神聖ローマ帝国の宗主権を認めることさえ提案したが、いずれの勢力もハンガリーに援助を行わなかった。
その頃モンゴル軍はドナウ川西部の領土を略奪し、翌1242年に凍結したドナウ川を渡ってより深く進軍した。ベーラはモンゴルの王族カダンの追跡から逃れるため、ダルマチアの海岸部に避難した。ダルマチア海岸の都市にはハンガリーからの亡命者が多く押し寄せ、ベーラは貴族と聖職者を伴ってスプリト、トラオに移動し、トラオからアドリア海沖の島に渡った。一方カダンはクリス城（クリッサ）にベーラが立て籠もっていると考えて包囲を行うが失敗し、ベーラがクリッサにいないことを聞き知ると包囲を解き、トラオとスプリトに軍を分けて進軍した。トラオに到着したカダンはベーラが籠る島の向かいに陣を敷くが、1242年3月にオゴデイ・ハーンの訃報が届けられると東方に帰還した。
ベーラはモンゴル軍が完全に退却したことを確認して島から出、島に自分の名を冠した「ベーラ島」という名を付けた。

### オーストリアを巡る争い、ガリツィアへの干渉
1242年に、ハンガリーは再建した軍隊を派兵してオーストリア公フリードリヒ2世と交戦する。ハンガリーはオーストリアに占領されたショプロンとケーセグを奪還し、ベーラはモンゴルの侵入中にオーストリアに割譲した3州の返還を要求した。
1244年6月30日にハンガリーとヴェネツィアの間に協定が結ばれ、ハンガリーはザダル（ザラ）の主権をヴェネツィアに譲渡、ダルマチアの都市からあがった税収の3分の1を確保した。翌1245年にベーラは義理の息子ロスチスラフ・ミハイロヴィチに軍事的な援助を送り、ガリツィア公国の公子ダニーロとの争いを助けるが、ロスチスラフはダニーロによって打ち破られる。同年、ハンガリーは王国西側の併合を渇望するオーストリア公フリードリヒから再び攻撃を受ける。ライタ川の戦いでハンガリー軍は敗北するが、この時に勝利を収めたフリードリヒも戦死した。
1249年にベーラはバーン（太守、大貴族）のSzörényが聖ヨハネ騎士団に入団することを認めるが、この時期にはモンゴル軍が再びヨーロッパに侵攻する噂が広まっていた。同年、再びロスチスラフの元に援軍を送るが、サン川の戦いでロスチスラフとハンガリーの連合軍は敗北、ガリツィアとの和平の締結に至った。1250年にズヴォレンで両国は会談し、ハンガリーはダニーロとロスチスラフの抗争に介入しないことを約束した。
フリードリヒの落命によってバーベンベルク家の男子は断絶しており、周辺の国々は彼が統治していたオーストリアとスティリアの統治権を巡って争っていた。バーベンベルク家の領地の争奪戦において、1252年にハンガリーはオーストリア公フリードリヒの姪ゲルトルード（Gertrude of Austria）とガリツィアのダニーロの息子ロマンとの結婚を取りまとめた。同年にベーラは軍を率いてウィーン盆地を占領するが、フリードリヒの義兄であるボヘミア王オタカル2世もバーベンベルク家の領地を要求した。ベーラはオタカルの支配下にあるモラヴィアを攻撃するが、モラヴィアの主要都市であるオロモウツの占領には至らなかった。そのためベーラはローマ教会を介してボヘミアとの和平を試み、プレスブルクでのオタカルとの協議の結果、二国の間に講和が成立する。教皇の調停により、1254年のブダの和議でフリードリヒの遺領のうちスティリア公領がハンガリーの支配下に入った。

### 息子イシュトヴァーンとの争い

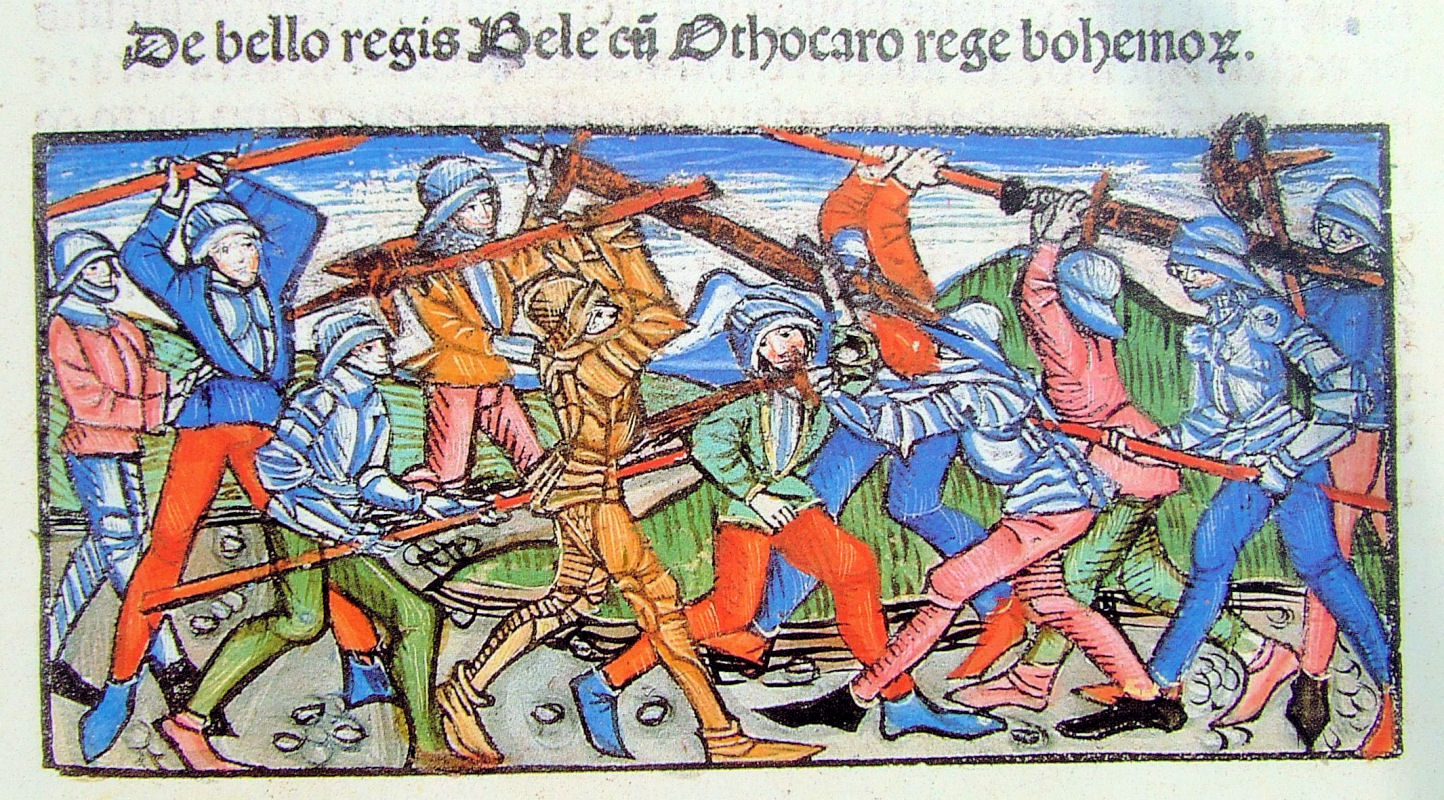
クレッセンブルンの戦い

1246年、ベーラは長子イシュトヴァーンにクロアチア、スラヴォニア、ダルマチアの統治を任せるが、息子と共同統治を行う意思は無かった。しかし、1258年にイシュトヴァーンはベーラに対抗するための軍勢を集め、トランシルヴァニアの統治権を譲渡するようベーラに迫る。同年、ボヘミアの統治を望むスティリアの貴族たちが反乱を起こし、鎮圧の軍を送らなければならなかった。反乱の鎮圧後、ベーラはイシュトヴァーンにスティリア公領を与える。しかし、オタカル2世の支援を受けたスティリアは再び反乱を起こした。ベーラはイシュトヴァーンとともにボヘミアを攻撃するが、1260年7月12日のクレッセンブルンの戦い（グロイセンブルン）でハンガリー軍は敗北する。戦後1261年のウィーンの和議で、ベーラはやむなくスティリア公領を手放した。
スティリアの放棄後、イシュトヴァーンはスティリアに代わる領地を要求するようになる。1261年にベーラはイシュトヴァーンとブルガリアへの共同出兵を行った。ベーラはイシュトヴァーンの弟であるスラヴォニアのベーラとボヘミアに嫁いだ娘アンナを寵愛しており、イシュトヴァーンとの関係は次第に悪化していく。
イシュトヴァーンはベーラと対立する貴族を集め、対抗する意思を見せた。1262年の夏にエステルゴム大司教とカロチャ大司教の仲介によって2人はポジョニ（現在のブラチスラヴァ）で和議を結び、合意に基づいてイシュトヴァーンは若王の称号を与えられドナウ川以東の地域を支配した。しかし、双方の支持者は互いの領地を攻撃しあい、ベーラとイシュトヴァーンは支持者を増やすために王領の下賜を乱発、王国は内戦状態に陥った。
1267年に現状に不満を抱く各地の中小貴族層はエステルゴムで集会を開き、2人の王に要求を突き付けた。国内の秩序を回復するために2人の王は請願を受諾し、ベーラ、イシュトヴァーン、スラヴォニア若公のベーラ3名の名前で「1267年法令」が発布される。請願には中小貴族の権利を守る条文が記され、ベーラが実施した植民政策や文書主義に反対する条文も盛り込まれていた。

### 晩年
1269年に寵愛していたスラヴォニアの若公ベーラが亡くなると、アンナの影響力はより強くなった。最期までベーラはイシュトヴァーンに心を許さず、ボヘミアのオタカルにアンナと彼女の取り巻きの保護を委ねて没した。

## 王国の復興事業
モンゴル軍が通過した地域は破壊と略奪、虐殺によって荒廃しており、さらにモンゴル軍が去った1242年には疫病と飢饉がハンガリーを襲った。モンゴルの侵入によって山岳地帯では25%から30%、平原部では50%から80%もの居住区が破壊され、人口は半減したと言われている。荒廃した王国の復興のため、ベーラは軍事を中心とした改革を実施した。

### 建設事業、経済
エステルゴムやセーケシュフェヘールヴァールなどの、モンゴル軍の攻撃に耐えた都市や城砦が石造りの城壁を備えていたことを踏まえ、1240年代末から石造りの城の建設に取り掛かった。モンゴル襲来以前の施政を転換して貴族からの王領の回収を中止し、新たな領土を与えた上で城の建設と守備隊の設置を呼びかける。シャーロシュパタク、ヴィシェグラードなどにはこの時代の建設物が今も残る。
モンゴル侵入以前に王宮を置いていたエステルゴムは大司教に委ねられ、ブダに新たな王宮の建築が計画される。モンゴルの虐殺から逃れたブダ・ペシュト近郊の村落の人々と移民を丘陵地に住まわせ、新しい城壁と王宮を建設した。新しい王宮を中心とした地域はブダ、再建された本来のブダはオーブダ（古いブダ）と呼ばれ、ペシュトとともに今日のブダペストの原型となる。
宮廷の維持費は領地、租税、鉱山、塩から得られた収入によって賄われた。また西欧との交易も活発に行われ、牛肉、ワイン、塩がハンガリーから輸出され、布、絹、香辛料が輸入された。西欧との交易で得た銀は国庫に収められ、未開発のスロバキアでは森林と鉱山の開発が進められた。

### 軍事、行政
国王軍を弓を武器とする軽騎兵と重武装の兵士で構成しようという試みがなされ、騎兵隊はモンゴルの撤退後に再びハンガリーが受け入れたクマン人や従前から辺境防衛を担当していたセーケイ人などで編成された。西欧の騎士をモデルとした重武装の兵士を生み出すため、王国北部の王領に新興の小領主層を創設し、彼らに兵力の供給を求めた。
同時に植民政策も進められ、都市の自治特権の承認や農村地帯の入植者への付与が行われる。空白地ではドイツ人、ルーマニア人、ルテニア人の入植が進められ、彼らには「客人」としての特権が付与された。分散した所領を一つにまとめようとする大貴族たちも植民に熱心であり、広大化した領地に移住した領民に一定の権利と自由を付与した。中小貴族のもとで悪条件に置かれていた領民たちは王領や大貴族の領地に移り、農民の地位の向上につながった。
都市民の自治とともに、大貴族への対抗策として小領主の権利が認められ、モンゴル侵入に際してハンガリー国外に移動したクマン人とヤース人が再び呼び戻された。ドナウ・ティサ川間の地域がクマン人の居住区に定められ、王室とクマン人の結びつきを強化するために王子イシュトヴァーンとクマン人族長の娘との婚姻が成立した。
改革の結果、県の統治は貴族に委ねられ、各県から中央の立法議会に代表が送られるようになった。改革は荒廃した国土の復興においては一定の成功を収めたが、従来の家産制的支配に代わる新しい支配体制の導入には至らなかった。また、貴族の政界への進出、ハンガリー人とクマン人の対立といった問題も残る。

## 家族

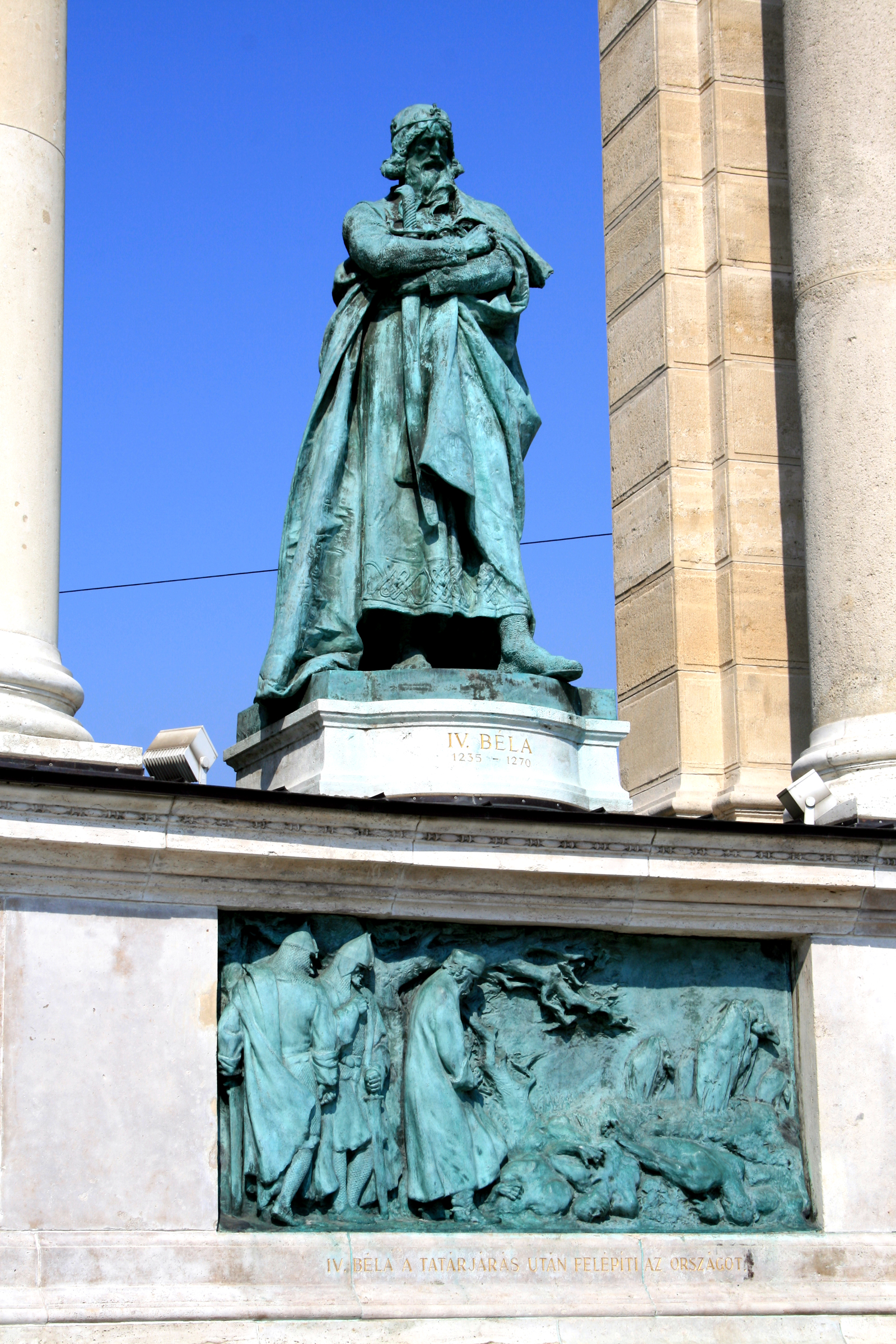
ブダペストの英雄広場に建てられたベーラ4世の像

1218年に皇女マリア・ラスカリナ（ニカエア帝国皇帝テオドロス1世ラスカリスと皇后アンナ・アンゲリナの次女）と結婚し、9子が生まれた。
- キンガ（またはクネグンダなど、1224年 - 1292年） - ポーランド大公ボレスワフ5世妃。1999年カトリック教会より列聖。
- アンナ（1226年/1227年 - 1271年） - スラヴォニア公ロスティスラフ（キエフ大公ミハイル2世の子）の妃（1243年頃結婚）。ボヘミア王オタカル2世の妃クンフタの母で、一時ハンガリー王位についたポーランド王兼ボヘミア王ヴァーツラフ3世の曾祖母。
- ヨラーン（1239年 - 1298年） - ヴィエルコポルスカ公ボレスワフ妃。カトリック教会より列福。
- エルジェーベト（1236年 - 1271年） - 下バイエルン公ハインリヒ13世妃。一時ハンガリー王位についた下バイエルン公オットー3世の母。
- イシュトヴァーン5世（1239年/1240年 - 1272年）
- コンスタンツィア（不明） - ハールィチ・ヴォルィーニ大公レーヴ・ダヌィーロヴィチの妃
- マルギト（1242年 - 1271年） - カトリック教会より列聖。
- ベーラ（1245年頃 - 1269年） - スラヴォニア公。1264年にブランデンブルク辺境伯オットー3世の娘クニグンデと結婚。

アールパード朝の断絶後にハンガリー王位を争い、相次いで即位したヴェンツェル（ヴァーツラフ3世）、オットー、カーロイ1世の3人の王は、いずれもベーラ4世の子孫である。